# David Breeze
David Breeze, mit vollständigem Namen David John Breeze, in der Literatur oft auch David J. Breeze, (* 25. Juli 1944) ist ein britischer Provinzialrömischer Archäologe und Hochschullehrer, der sich auf den Hadrianswall, den Antoninuswall und die römische Armee spezialisiert hat. Er studierte bei Eric Birley und gehört zur so genannten „Durham School of Archaeology“.

## Ausbildung
Seine schulische Ausbildung genoss Breeze an der Blackpool Grammar School in Blackpool, Lancashire, England. Anschließend besuchte er die University of Durham, wo er 1970 mit einer Dissertation über die Immunes und Principales (die Gefreiten und Unteroffiziere) der römischen Armee promoviert wurde.

## Leben und Werk
Nachdem Breeze von 1968 bis 1969 für das archäologische Institut der Universität von Durham gearbeitet hatte, wurde er zum stellvertretenden Inspektor (Assistant Inspector) für antike Denkmäler im Ministerium für öffentliche Gebäude und Arbeiten (Ministry of Public Building and Works) ernannt und war anschließend zwischen 1989 und 2005 Chefinspektor für antike Denkmäler des historischen Schottland (Historic Scotland). Er ist Honorarprofessor an der University of Durham, der University of Edinburgh, der Newcastle University und der University of Stirling und korrespondierendes Mitglied des Deutschen Archäologischen Instituts. 1976 publizierte er zusammen mit seinem Freund und Kollegen Brian Dobson das Kompendium Hadrian’s Wall, das zu einem Standardwerk dieses monumentalen Denkmals werden und bis 2000 in vier Auflagen erscheinen sollte.
Er leitete das Team, das die Grundlagen dafür schuf, dass der Antoninuswall 2008 zum UNESCO-Weltkulturerbe erklärt wurde, und war Teil der multinationalen Gruppe, die daran arbeitet, die römischen Limites insgesamt zum Weltkulturerbe zu machen. In diesem Kontext leitete er auch von 2005 bis 2008 das Culture 2000 Project – Frontiers of the Roman Empire (Kulturprojekt 2000 – Grenzen des Römischen Reiches).
Breeze ist ein schier unermüdlicher Autor und Herausgeber von Publikationen zur Limesforschung, so bearbeitet er mit Sonja Jilek eine multilingual erscheinende Schriftenreihe über die Grenzen des Römischen Reiches, deren Publikationen alle auch online verfügbar sind. Der Bericht über seine eigenen Ausgrabungen im römischen Kastell in Bearsden am Antoninuswall wurde 2016 veröffentlicht, kurz darauf auch als populärwissenschaftliche Darstellung.
David Breeze ist verheiratet und hat zwei Kinder.

## Ehrungen und Auszeichnungen
David Breeze wurde 2008 von der University of Glasgow mit der Ehrendoktorwürde ausgezeichnet. 2009 erfolgte seine Ernennung zum Officer des Order of the British Empire (OBE). Beim Archaeology Festival 2009 zeichnete ihn die Zeitschrift Current Archaeology als Archäologen des Jahres aus und 2010 erhielt er den European Archaeological Heritage Prize der European Association of Archaeologists. 2009 wurde ihm zu Ehren die Festschrift The Army and Frontiers of Rome im Journal of Roman Archaeology publiziert. 2021 erhielt Breeze die Kenyon Medal for Classical Studies.
Breeze ist Fellow der Society of Antiquaries of London (FSA), Fellow der Royal Society of Edinburgh (FRSE), Honorary Member des Institute of Field Archaeologists (HonMIFA) und besitzt die Honorary Fellowship der Society of Antiquaries of Scotland (HonFSAScot).

## Publikationen (Auswahl)
- mit Brian Dobson: Hadrian’s Wall. Penguin, London 1976, ISBN 0-7139-0523-9 (4. Auflage, ebenda 2000, ISBN 0-14-027182-1).
- Roman Scotland. A guide to the visible remains. Graham, Newcastle upon Tyne 1979, ISBN 0-85983-150-7.
- mit D. V. Clarke und Ghillean Mackay: The Romans in Scotland. An introduction to the collections of the National Museum of Antiquities of Scotland. National Museum of Antiquities of Scotland, Edinburgh 1980, ISBN 0-11-491637-3.
- The Northern Frontiers of Roman Britain. Batsford, London 1982, ISBN 0-7134-7256-1.
- Roman Forts in Britain (= Shire Archaeology. Nummer 37). Shire Publications, Princes Risborough 1983, ISBN 0-85263-654-7 (2. Auflage, ebenda 2002, ISBN 0-7478-0533-4).
- Hadrian’s Wall. A souvenir guide to the Roman Wall. English Heritage, London 1987, ISBN 1-85074-252-9.
- A Queen’s Progress. An introduction to the buildings associated with Mary Queen of Scots. Her Majesty’s Stationery Office, Edinburgh 1987, ISBN 0-11-493343-X.
- mit Anna Ritchie: Invaders of Scotland. An introduction to the archaeology of the Romans, Scots, Angles and Vikings. Historic Scotland, Edinburgh 1991, ISBN 0-11-494136-X.
- mit Brian Dobson: Roman Officers and Frontiers (= Mavors. Band 10). Franz Steiner, Stuttgart 1993, ISBN 3-515-06181-9.
- Roman Scotland. Frontier Country. Batsford, London 1996, ISBN 0-7134-7890-X (2. Auflage, ebenda 2006, ISBN 0-7134-8995-2).
- mit Graeme Munro: The Stone of Destiny. Symbol of Nationhood. Historic Scotland, Edinburgh 1997, ISBN 1-900168-44-8.
- Historic Scotland. 5000 Years of Scotland’s Heritage. Batsford, London 1998, ISBN 0-7134-8394-6.
- mit Benjamin J. N. Edwards: The Twelfth Pilgrimage of Hadrian’s Wall. A report. CWAAS and SANT, Kendal 2000, ISBN 1-873124-31-7.
- Historic Scotland. People and Places. Batsford, London 2002, ISBN 0-7134-8615-5.
- als Herausgeber mit Richard Welander und Thomas Owen Clancy: The Stone of Destiny. Artefact and icon. Society of Antiquaries of Scotland, Edinburgh 2003, ISBN 0-903903-22-9.
- mit Andreas Thiel: The challenge of presentation. Visible and invisible parts of the Frontiers of the Roman Empire World Heritage Site in the United Kingdom and Germany. Stichting voor de Nederlandse Archeologie, Amsterdam 2005, ISBN 90-76289-11-5.
- mit Sonja Jilek und Andreas Thiel: Frontiers of the Roman Empire / Grenzen des Römischen Reiches / Frontières de l´Empire Romain. Historic Scotland und Deutsche Limeskommission, Edinburgh/Esslingen/Wien 2005, ISBN 1-904966-16-0 (Digitalisat)
- John Collingwood Bruce’s Handbook to the Roman Wall. 14. Auflage, Society of Antiquaries Newcastle upon Tyne, Newcastle 2006, ISBN 978-0-901082-65-7.
- The Antonine Wall. John Donald, Edinburgh 2006, ISBN 978-0-85976-655-5.
- Hadrian’s Wall. English Heritage, London 2006, ISBN 978-1-85074-979-0.
- Roman Frontiers in Britain. Duckworth, London 2007, ISBN 978-1-85399-698-6.
- Frontiers of the Roman Empire World Heritage Site proposed extension. The Antonine Wall. Nomination for extension of the World Heritage Site. 2 Bände, Historic Scotland, Edinburgh 2007.
- Edge of Empire. Scotland’s Roman Frontier, The Antonine Wall. Birlinn, Edinburgh 2008, ISBN 978-1-84158-737-0.
- als Herausgeber mit Sonja Jilek: Frontiers of the Roman Empire. The European Dimension of a World Heritage Site. Historic Scotland, Edinburgh 2008, ISBN 978-1-904966-89-0 (Digitalisat)
- als Herausgeber mit Lisbeth M. Thoms und Derek W. Hall: First Contact. Rome and Northern Britain. Tayside and Fife Archaeological Committee, Perth 2009, ISBN 978-0-9561783-3-6.
- als Herausgeber mit D.J. Woolliscroft: Excavation and Survey at Roman Burgh-by-Sands (= Cumbria archaeological research reports. Band 1). Cumberland and Westmorland Antiquarian and Archaeological Society, Kendal 2009, ISBN 978-1-873124-47-5.
- The Antonine Wall / Der Antoninus Wall. A World Heritage Site. Historic Scotland, Edinburgh 2009, ISBN 978-1-904966-85-2 (Digitalisat).
- The Frontiers of Imperial Rome. Pen and Sword Books, Barnsley 2011, ISBN 978-1-84884-427-8.
- als Herausgeber mit Chris Fleet und J. Stevenson: Scottish Geographical Journal. Band 127, Nummer 2, 2011 (Titelthema: „Mapping and Antiquities in Scotland“).
- als Herausgeber: The First Souvenirs. Enamelled Vessels from Hadrian’s Wall. CWAAS, Kendal 2012, ISBN 978-1-873124-58-1.
- Hadrian’s Wall / Der Hadrianswall / Le Mur d’Hadrien. Hussar Books, Hexham 2011, ISBN 978-0-9547342-3-7 (Digitalisat)
- Roman frontiers in their landscape settings. The Literary and Philosophical Society of Newcastle upon Tyne, Newcastle 2013.
- als Herausgeber: 200 years. The Society of Antiquaries of Newcastle upon Tyne 1813–2013. Society of Antiquaries of Newcastle, Newcastle 2013.
- als Herausgeber mit M. C. Bishop: The Crosby Garrett Helmet. The Armatura Press for Tullie House, Pewsey 2013, ISBN 978-0-9570261-7-9.
- als Herausgeber: The Impact of Rome on the British Countryside. Royal Archaeological Institute, London 2014, ISBN 978-0-903986-67-0.
- Hadrian’s Wall. A History of Archaeological Thought. Cumberland and Westmorland Antiquarian and Archaeological Society, Kendal 2014, ISBN 978-1-873124-67-3 (Digitalisat).
- als Herausgeber mit Rebecca H. Jones und Ioana A. Oltean: Understanding Roman Frontiers. Celebrating Professor Bill Hanson. John Donald, Edinburgh 2015, ISBN 978-1-906566-85-2.
- The Roman Army. Bloomsbury, London 2016, ISBN 978-1-4742-2715-5.
- Bearsden. A Roman Fort on the Antonine Wall. Society of Antiquaries of Scotland, Edinburgh 2016, ISBN 978-1-908332-08-0 (Digitalisat einer Rezension von Christoph Rummel, Germania, 96/2018 (2019)).
- Hadrian’s Wall. Paintings by the Richardson Family. John Donald, Edinburgh 2016, ISBN 978-1-910900-05-5.
- Bearsden. The Story of a Roman Fort. Archaeopress, Oxford 2016, ISBN 978-1-78491-490-5.
- Maryport. A Roman Fort and its Community. Archaeopress, Oxford 2018, ISBN 978-1-78491-801-9.
- als Herausgeber: The Crosby Garrett Helmet. CWAAS, Kendal 2018, ISBN 978-1-873124-79-6.
- Hadrian’s Wall. A Study in Archaeological Exploration and interpretation. Archaeopress, Oxford 2019, ISBN 978-1-78969-167-2.
- mit Mark Richards und Peter Savin: Hadrian’s Wall. A Journey Through Time. Bookcase, Carlisle 2019, ISBN 978-1-912181-26-1.
- The Pilgrimages of Hadrian’s Wall 1849–2019. A History. Cumberland and Westmorland Antiquarian and Archaeological Society, Kendal 2020, ISBN 978-1-873124-84-0 (Digitalisat)
- als Herausgeber mit W.S. Hanson: The Antonine Wall. Papers in Honour of Professor Lawrence Keppie. Archaeopress, Oxford 2020, ISBN 978-1-78969-450-5 (PDF im Open Access).
- mit Tatiana Ivleva, Rebecca H. Jones und Andreas Thiel: A History of the Congress of Roman Frontier Studies 1949–2022. Archaeopress, Oxford 2022, ISBN 978-1-80327-302-0 (PDF im Open Access).
- The hinterland of Hadrian’s Wall / L’arrière-pays du mur d’Hadrien. Archaeopress, Oxford 2023, ISBN 978-1-80327-547-5 (PDF im Open Access).
- als Herausgeber: Hadrian’s Wall in our time. Archaeopress, Oxford 2024, ISBN 978-1-80327-734-9.